# Układ Sikorski-Majski

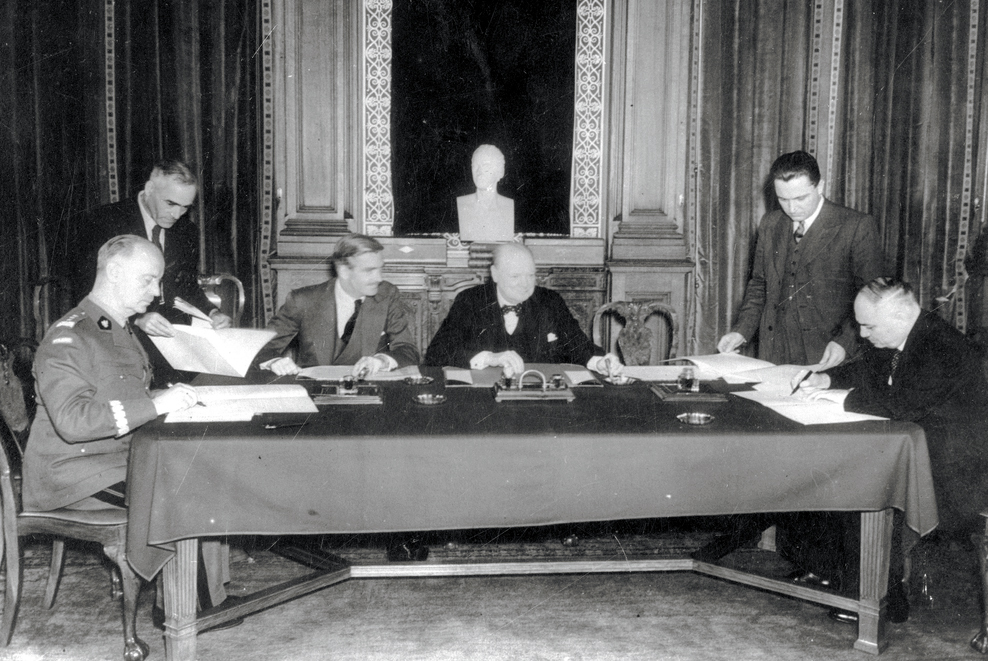
Podpisanie układu, Londyn, 30 lipca 1941. Od lewej: Władysław Sikorski, Anthony Eden, Winston Churchill i Iwan Majski

Układ Sikorski-Majski – układ z dnia 30 lipca 1941 roku między Polską (sygnatariusz: Władysław Sikorski) a ZSRR (sygnatariusz: Iwan Majski), przywracający stosunki dyplomatyczne między obu państwami, zerwane 17 września 1939 z chwilą agresji ZSRR na Polskę wobec wysuniętego wówczas w nocie skierowanej do ambasadora RP oficjalnego stwierdzenia władz ZSRR o zaprzestaniu istnienia państwa polskiego. Układ miał na celu wspólną walkę obu państw z III Rzeszą w czasie II wojny światowej w ramach koalicji antyhitlerowskiej.

## Historia
Po agresji III Rzeszy na ZSRR (22 czerwca 1941) rząd Wielkiej Brytanii związany sojuszem politycznym i wojskowym z Polską pośredniczył w rozmowach zmierzających do normalizacji polsko-radzieckich stosunków dyplomatycznych. Było to elementem brytyjskiej gry dyplomatycznej zmierzającej do utworzenia faktycznej koalicji antyhitlerowskiej.
Pierwsza bezpośrednia rozmowa Sikorski-Majski, z udziałem polskiego ministra spraw zagranicznych, Augusta Zaleskiego, w obecności stałego sekretarza stanu w Foreign Office, Aleksandra Cadogana odbyła się 5 lipca 1941 roku. Rokowania prowadzone za pośrednictwem brytyjskim w Londynie zakończyły się podpisaniem międzypaństwowego porozumienia pomiędzy Polską a ZSRR w dniu 30 lipca 1941 roku. Układ przewidywał przywrócenie stosunków dyplomatycznych między obydwoma krajami oraz budowę armii polskiej w ZSRR pod dowództwem polskim. Układ podpisany został przez premiera rządu RP na uchodźstwie generała Władysława Sikorskiego i ambasadora ZSRR w Londynie Iwana Majskiego – stąd jego kolokwialna nazwa. W artykule 1 układu Rząd ZSRR uznał, że traktaty radziecko-niemieckie z 1939 roku tracą moc, zaś Rząd RP stwierdzał, że nie jest związany żadnym układem skierowanym przeciw ZSRR. W protokole dodatkowym rząd ZSRR zagwarantował „amnestię” dla obywateli polskich: więźniów politycznych i zesłańców pozbawionych wolności na terenie ZSRR w więzieniach i obozach Gułagu, a także jeńców.
Układ spisano w językach polskim i rosyjskim, bez potrzeby ratyfikacji (art. 5).
Prezydent Rzeczypospolitej Polskiej Władysław Raczkiewicz odmówił podpisania porozumienia Sikorski-Majski, które pozostało tym samym zwykłym protokołem. Nie zostało ogłoszone w Dzienniku Ustaw ani nie było zarejestrowane w Sekretariacie Ligi Narodów (czego wymagał Traktat Wersalski w art. 18).

## Kontrowersje polityczne
Wobec niejednoznacznych zapisów układu (nie potwierdzającego expressis verbis granicy polsko-radzieckiej ustalonej w traktacie ryskim) przeciw jego zawarciu wypowiedziała się prawie połowa składu rządu RP na uchodźstwie, co doprowadziło do kryzysu gabinetowego połączonego z dymisjami ministrów (ministra spraw zagranicznych Augusta Zaleskiego, Kazimierza Sosnkowskiego i Mariana Seydy).
Została rozwiązana I Rada Narodowa Rzeczypospolitej Polskiej również sprzeciwiająca się warunkom układu.
Jednoczesne stworzenie poprzez układ Sikorski-Majski jednoznacznych warunków prawnych i faktycznych do zwolnienia polskich więźniów Gułagu i stworzenia na ich bazie Polskich Sił Zbrojnych w ZSRR pod dowództwem gen. Władysława Andersa, które jako 2 Korpus Polski stanowiły od 1942 trzon Polskich Sił Zbrojnych na Zachodzie jest dowodem niezasadności zarzutów wysuwanych w chwili podpisania układu wobec generała Władysława Sikorskiego przez członków Rządu Rzeczypospolitej.
25 kwietnia 1943 po odkryciu przez Niemców zbiorowych grobów oficerów polskich zamordowanych przez NKWD w Katyniu i zwróceniu się przez rząd polski do Międzynarodowego Czerwonego Krzyża o dochodzenie w sprawie, ZSRR jednostronnie zerwał stosunki dyplomatyczne z rządem Rzeczypospolitej Polskiej. Zerwanie stosunków dyplomatycznych przez rząd ZSRR z rządem RP nie oznaczało unieważnienia pozostałych elementów umowy międzynarodowej, w szczególności jednostronnych deklaracji stron zawartych w art. 1 układu.